# Wielka Pustka

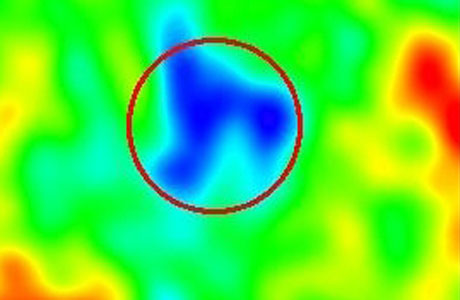
Wielka Pustka

Wielka Pustka – gigantyczny obszar pustej przestrzeni kosmicznej o średnicy około 1 miliarda lat świetlnych, na niebie znajdujący się w okolicy konstelacji Oriona i Rzeki Erydan. Jest to struktura będąca pustką, czyli obszarem pustej przestrzeni kosmicznej, praktycznie pozbawionym materii świecącej (galaktyk i ich gromad), a także ciemnej. Odkryta została w 2007 roku przez zespół amerykańskich astronomów z Uniwersytetu w Minneapolis.
Wielka Pustka, podobnie jak i Wielki Atraktor, należą do wielkoskalowych struktur we Wszechświecie.